# Microdebilissa atricornis
Microdebilissa atricornis är en skalbaggsart som beskrevs av Maurice Pic 1940. Microdebilissa atricornis ingår i släktet Microdebilissa och familjen långhorningar. Inga underarter finns listade i Catalogue of Life.